# Мятежный «Орионъ»
«Мятежный „Орионъ“» — советский фильм 1978 года режиссёра Евгения Шерстобитова, по роману Сергея Жемайтиса «Клипер „Орион“».

## Сюжет
Февраль 1918 года, в английском порту Плимут русский корабль «Орионъ», в трюме которого оружия на две дивизии, ждёт разрешения на выход в море, но бывшие союзники не спешат его выпускать — в России произошла Революция, и оружие достанется большевикам. Англичане предписывают следовать в Архангельск в составе Экспедиционного корпуса интервентов. Ночью под покровом тумана «Орионъ» покидает порт и берёт курс на Владивосток. На корабль охотятся все — его пытаются захватить англичане, взять как «приз» немецкая подводная лодка, и в экипаже корабля нет единения — здесь и большевики, и монархисты, и анархисты, — власть на корабле переходит из рук в руки. Когда «Орионъ» подходит к берегам России, он поднимает красный флаг, но во Владивостоке тоже уже хозяйничают интервенты, и с боем вырвавшись обратно в открытое море корабль везёт оружие приморским партизанам.

## В ролях

### В главных ролях
- Юрий Пузырёв — Воин Андреевич Зорин, капитан второго ранга, командир клипера «Орионъ»
- Леонид Яновский — Юрий Степанович Новиков
- Юрий Мочалов — Стива Бобрин, мичман
- Алексей Золотницкий — Герман Иванович Лебедь
- Анатолий Юрченко — Иван Громов, матрос первой статьи
- Алексей Сафонов — барон фон Гиллер, командир немецкой подводной лодки

### В остальных ролях
- Виктор Степаненко — Спирька Зуйков, матрос
- Максим Данков — Лёшка Головин, юнга
- Владимир Бродский — Николай Павлович Никитин, старший помощник
- Валерий Панарин — Трушин, рулевой
- Георгий Дворников — Оболенский
- Артур Нищёнкин — Бревешкин
- Валентин Грудинин — Павел Петрович Свиридов, боцман
- Владимир Прохоров — Исидор, священник
- Сергей Свечников — Гоша Свищ, кочегар, анархист
- Николай Олейник — Мухта, машинист, анархист
- Николай Крюков — лорд Эльфтон, английский адмирал
- Владимир Талашко — Рюкерт
- Алим Федоринский — Брайтон
- и другие

## Литературная основа
Фильм снят по мотивам романа Сергея Жемайтиса «Клипер „Орион“». Впервые сокращённый вариант романа под названием «Побег» был опубликован в 1971 году в сборнике «Приключения», на роман поступил ряд положительных рецензий, в том числе Аркадия Стругацкого, в 1973 году роман под названием «Клипер „Орион“» вышел отдельной книгой в издательстве «Воениздат».

Насколько можно судить по представленным главам, роман написан добротно, в свойственном С. Жемайтису простом и добросовестном стиле. Читается легко, с большим интересом. Запоминающиеся образы русских моряков — офицеров и матросов — хорошо воспроизводят атмосферу тогдашнего бурного, неясного и полного ожидания больших перемен времени.
 Я с удовольствием рекомендую включить роман в планы издательства на ближайшее же время.— Аркадий Стругацкий, рецензия на роман, 27 августа 1971

## Съёмки
В роли парусника «Орионъ» — барк «Товарищ», члены команды снялись в эпизодичных ролях:

Содружество с творческим коллективом, возглавляемым режиссёром-постановщиком Е. Шерстобитовым и и оператором-постановщиком М. Чёрным, увлекло практикантов и экипаж барка, которые активно помогали создателям фильма. Старательно выполнялись многократно повторяемые переходы по вантам, отдача и постановка парусов, манёвры под парусами, игровые сцены на мостике, палубах, за бортом. Многие члены экипажа были приглашены на эпизодические роли. Режиссёр-постановщик остался доволен игрой боцманов С. Зайченко и Б. Пономаренко, плотника В. Мирошника, матросов В. Егорова, А. Удода, моториста Ю. Вавинова.— журнал «Морской флот», 1979 гол
В роли английского крейсера — эсминец проекта 30-бис, в роли немецкой подводной лодки — подлодка проекта 613.